# Pujanik
Pujanik (lat. Osmunda), monotipski rod pravih paprati iz porodice Osmundaceae. 
Postoji devet priznatih vrsta, osam sa sjeverne hemisfrere i suptropa, i jedna u neotropima. U Hrvatskoj rastre samo jedna vrsta, to je kraljevski pujanik ili kraljevska paprat (O. regalis).

## Vrste
1. Osmunda acuta (Burm.fil.) Fraser-Jenk.
2. Osmunda abyssinica (Kuhn) A.E.Bobrov
3. Osmunda herbacea Copel.
4. Osmunda hybrida Tsutsumi, S.Matsumoto, Y.Yatabe, Y.Hiray. & M.Kato
5. Osmunda japonica Thunb.
6. Osmunda lancea Thunb.
7. Osmunda piresii Brade
8. Osmunda regalis L.
9. Osmunda spectabilis Willd.